# Diana Davis
Diana Davis est un personnage de la série  Sliders, interprété par Tembi Locke.
Diana Davis est scientifique. Elle travaille au départ pour un docteur fou qui veut fusionner plusieurs personnes. Elle se joint au groupe afin d'aider les Glisseurs à trouver un moyen de retrouver les frères Mallory (le Quinn "original" et Colin). Elle est en quelque sorte la remplaçante de Quinn dans la saison 5.
Elle a de très bons rapports avec Mallory, Maggie et Rembrandt.